# Fiat Tipo 3
El Fiat Tipo 3 es un automóvil de pasajeros de clase media-alta fabricado por FIAT entre 1910 y 1921. También conocido como el "Fiat 20-30 HP", fue el primer automóvil del mundo en incorporar una transmisión cardán.

## La vettura
El Fiat Tipo 3 era un coche de gama media-alta, y hoy en día podría definirse como un «gran turismo». Se comercializó en tres series: el Tipo 3, el Tipo 3A y el Tipo 3Ter:
- El Tipo 3, construido de 1910 a 1912, había instalado un sistema eléctrico para los faros delanteros y traseros y la iluminación de la cabina. Montó un motor tipo 53A de 3969 cm³ de desplazamiento que entregaba una potencia de 32 CV. Fue fabricado en 1322 unidades.

- El tipo 3A fue construido de 1912 a 1921. Solamente estaba disponible con la carrocería de Torpedo. También se fabricó una versión en marco desnudo; los clientes la entrenaron por los coachbuilders de confianza. Desde 1915 se han suministrado sistemas eléctricos. El espécimen instaló un motor que entregaba una potencia de 40 CV, con un desplazamiento de 4398 cm³. El encendido era magnón y tenía una caja de cambios de cuatro velocidades. Tenía 4380 mm de largo, y una distancia entre ejes de 3140 mm. Alcanzó una velocidad máxima de 80 km/h. Fue producido en 2167 unidades.
- El Tipo 3Ter se presentó en 1912 y tuvo el mismo desplazamiento que el "3A".[1] El cambio fue de cuatro velocidades. Esta versión fue producida con un ritmo reducido en comparación con la 3A para satisfacer las demandas del Ejército Real. El modelo actualizado era más compacto y más ligero, lo que resultó en un mejor rendimiento. El espécimen estaba a menudo destinado a uso militar y también se proporcionaba a ejércitos extranjeros. Fue fabricado hasta 1915. Tenía 4070 mm de largo  tenía una distancia entre ejes de 2915 mm. Desde 1913, se ha lanzado una versión mejorada de 45 CV, alcanzando una velocidad máxima de 95 km/h, en comparación con 90 en la serie estándar . Fue fabricado en 718 unidades.

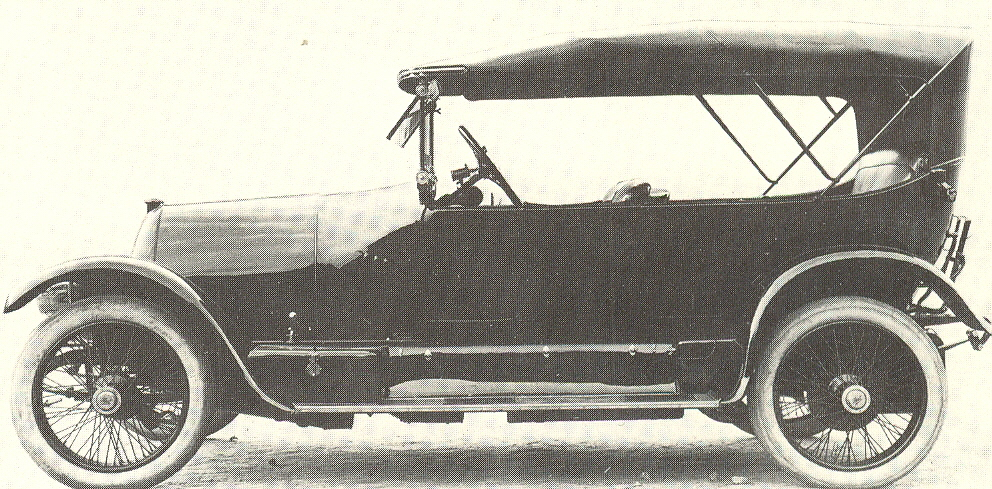
Fiat Tipo 3Ter

## La versión americana
Desde 1908, Fiat contaba con una filial en Estados Unidos, Fiat Motor Corporation, que fabricaba varios modelos de automóviles Fiat. El Fiat Tipo 3 se fabricó a partir de 1911 y se vendió bajo el nombre de Fiat Tipo 30 HP, idéntico al original italiano. A partir de 1915, tras el cese de su producción en Italia, Fiat Motor Corporation sustituyó el radiador triangular delantero por uno redondeado y lo comercializó como "Fiat 30 Light". Posteriormente, se comercializó como "25/35 HP" en algunos países de exportación.
La producción en Italia cesó en 1915 debido a limitaciones de capacidad de la fábrica, pero continuó en Estados Unidos, en la planta de Fiat Motor Co. en Poughkeepsie, hasta 1918.

## Curiosidad
El FIAT Tipo 3 sirvió de base para el primer automóvil de la marca Mitsubishi. Fabricado en Japón por Mitsubishi Heavy Industries, apareció en 1917, cinco años después de que el modelo FIAT dejara de producirse en Italia; su nombre era "Tipo A". Para este primer intento de fabricación de automóviles, el coche se fabricó íntegramente a mano. Por lo tanto, no podía competir con vehículos de la misma categoría fabricados con los métodos modernos de inspiración taylorista de la época. El "Mitsubishi Tipo A" desapareció en 1921, tras producirse solo 22 unidades.